# McElhattan
McElhattan est une census-designated place située dans le comté de Clinton, dans l’État de Pennsylvanie, aux États-Unis. Lors du recensement de 2020, elle compte 1 224 habitants.